# Palais des Prieurs de Viterbe
Le palais des Prieurs (Palazzo dei Priori) est un palais du XIIIe siècle situé sur la Piazza del Plebiscito, dans le centre historique de Viterbe, ville du Latium, en Italie. Connu autrefois  sous le nom de Palazzo del Commune ou Palazzo comunale, il abrite les bureaux municipaux et le Museo dei Portici, qui conserve une Pietà et une Flagellation, retables de Sebastiano del Piombo. Le palais est accessible par une arche sur la Via Filippo Ascenzi au palais du Podestat, derrière lequel s'élève une tour de l'horloge médiévale. Sa plus grande cloche provient de l'église Santa Maria della Verità. De l'autre côté de la place, à l'extrémité nord du palais des Prieurs, se trouve l'église Sant'Angelo in Spatha, avec sur sa façade une réplique en marbre do sarcophage de Bella Galiana. À gauche du palais, se trouve le palais de la Préfecture, de style baroque.

## Histoire
Le palais a été construit à partir de 1460 sous le règne du pape Pie II. Sa façade  est achevée par Bernardo Rossellino sous le règne du pape Sixte IV della Rovere (1471-1484) le blason de la famille se trouve au milieu de la façade,.

## Description
Le portique principal, construit en 1632, s'ouvre sur un patio pavé avec au centre une fontaine conçue par Filippo Caparozzi. 

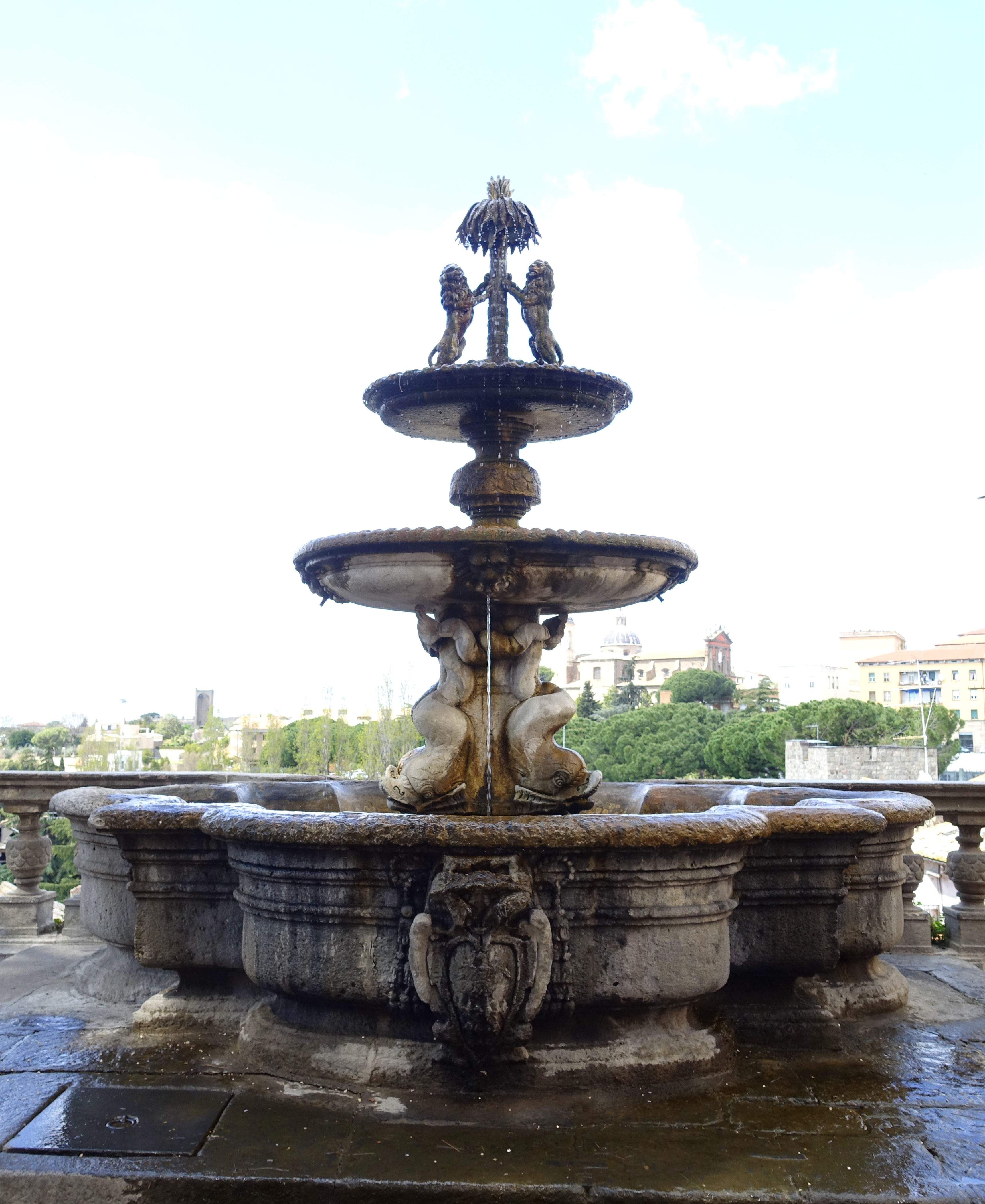
La fontaine conçue par Filippo Caparozzi.

Autour du patio se trouve une série de statues gisantes provenant des couvercles de sarcophages étrusques. Au nord du patio se trouve l'entrée du rez-de-chaussée du  Museo dei Portici, une section du musée civique de Viterbe,.

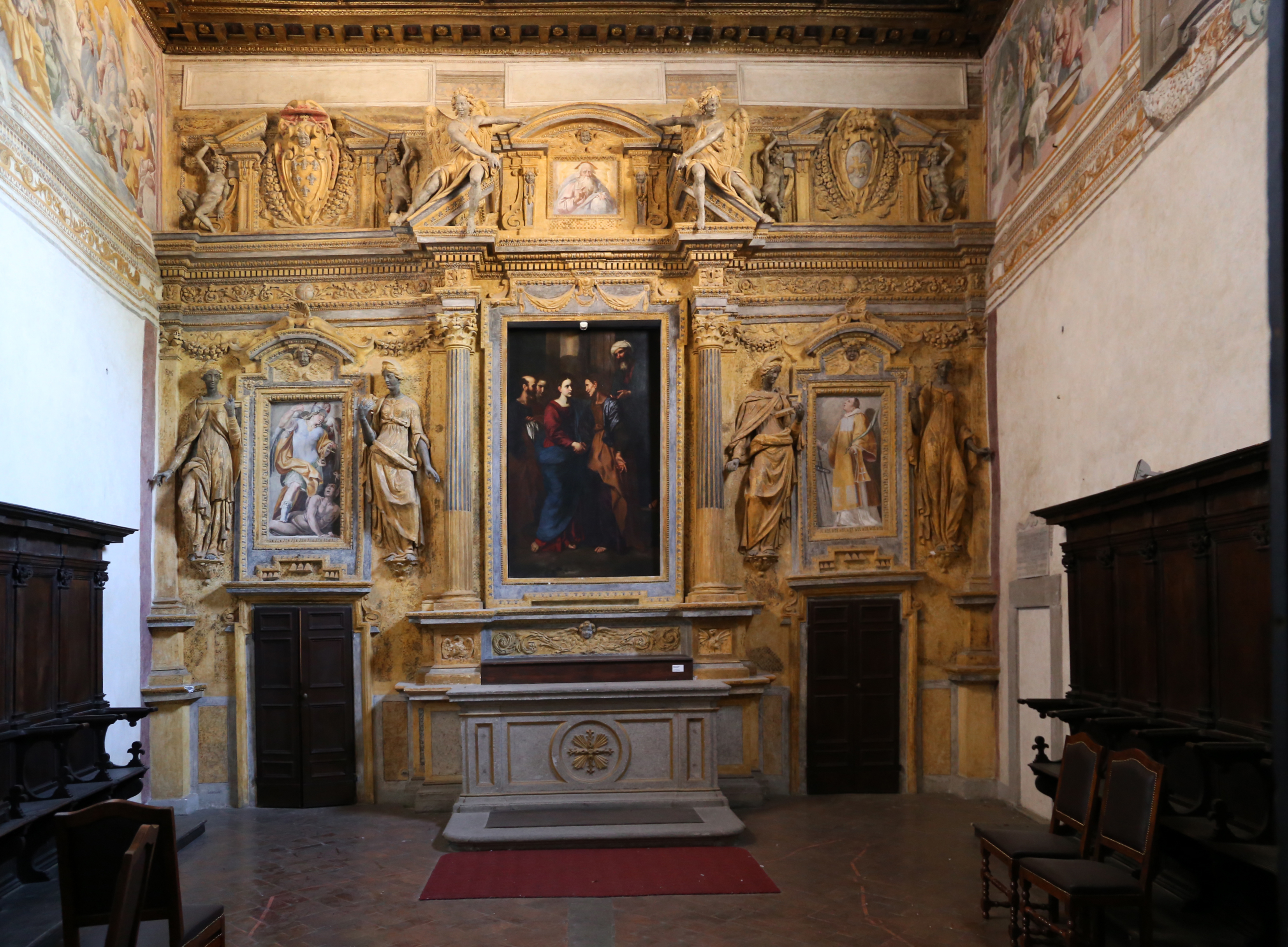
Capella Palatina et Visitation de Cavarozzi.

Le piano nobile du palais est  décoré de fresques. La Capella Palatina a été décorée par Filippo Caparozzi et Marzio Ganassino au début du XVIIe siècle. Le maître-autel abrite une grande toile représentant une Visitation du peintre caravagesque Bartolomeo Cavarozzi. La salle de la Madone abrite une Madonna della Quercia peinte par Francesco d'Avanzarano,.

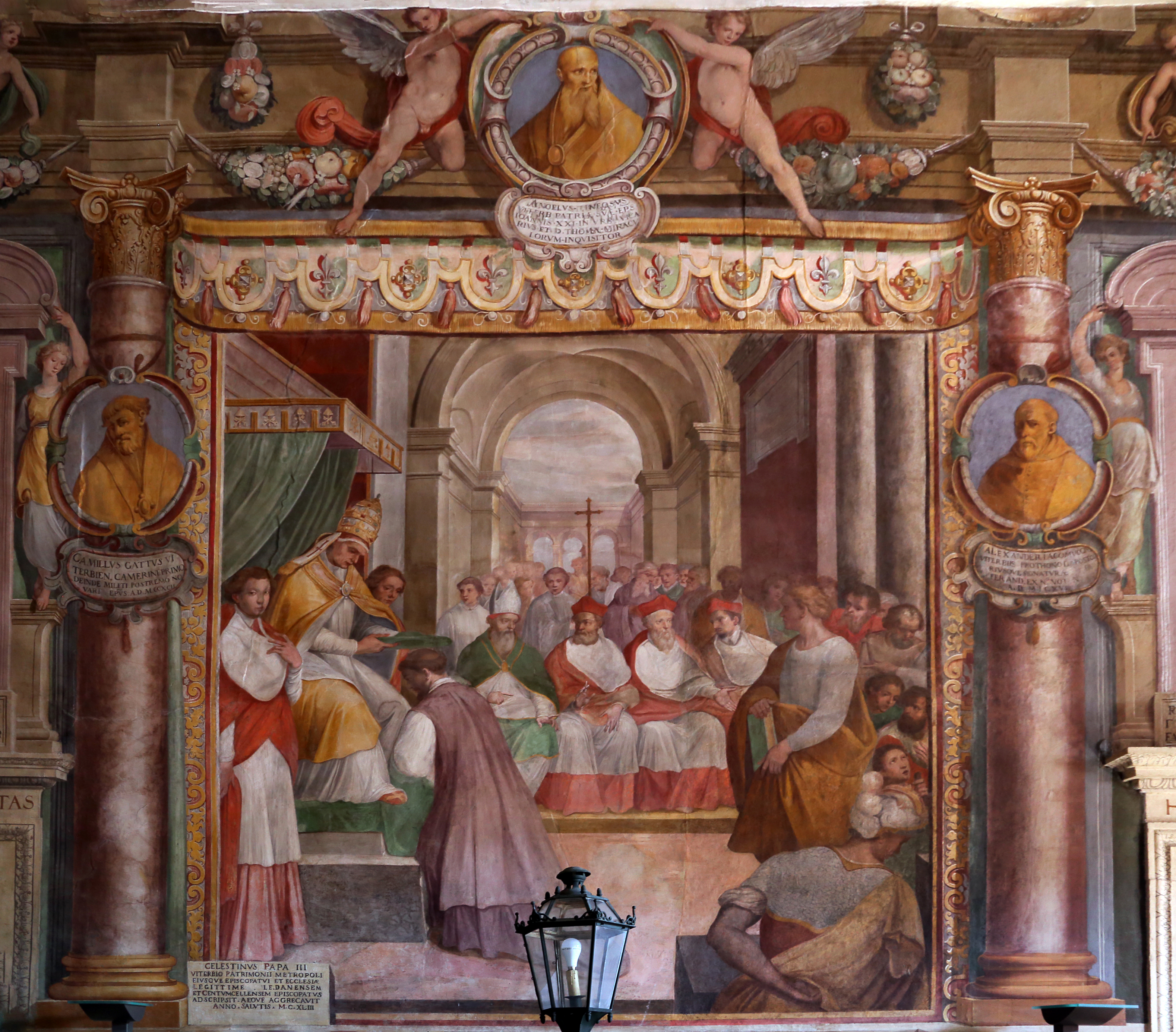
Célestin III consacre le premier évêque de Viterbe par Baldassare Croce dans la salle Reggia.

La salle principale, la Sala Regia, est décorée de fresques de Tarquinio Ligustri, Luigi Nuzzi et Baldassare Croce. Des  panneaux représentent des événements de la mythologie et de l'histoire de Viterbe basés sur des événements d'Annius de Viterbe interprétés par Domenico Bianchi,.  
Un panneau représente le Pape Célestin III consacrant le premier évêque de Viterbe, un second Bernard di Cuccinaco, vicaire pontifical accorde à la ville son gonfalone, en 1316, après avoir vaincu les villes rebelles qui faisaient partie du patrimoine pontifical. Un panneau représente le pape Paul III consacrant l'Ordre du Giglio et fondant l'ordre à Viterbe en 1546. 
Au-dessus de l'entrée se trouve une représentation du cardinal Fazio Giovanni Santori,. 
La Salle du Conseil comporte des fresques monochromes de héros et de saints. La bibliothèque conserve des portraits de l'historien Francesco Orioli et du savant Antonio Tagliaferri, qui institua en 1502 la société académique connue sous le nom d'Accademia degli Ardenti,.